# Scorpiops braunwalderi
Espèce
Scorpiops braunwalderi est une espèce de scorpions de la famille des Scorpiopidae.

## Distribution
Cette espèce est endémique d'Uttarakhand en Inde. Elle se rencontre dans le district de Dehradun vers Chakrata.

## Description
Le mâle holotype mesure 40,5 mm.

## Étymologie
Cette espèce est nommée en l'honneur de Matt E. Braunwalder.

## Publication originale
- Kovařík, 2000 : « Revision of family Scorpiopidae (Scorpiones), with descriptions of six new species. » Acta Societatis Zoologicae Bohemicae, vol. 64, p. 153-201 (texte intégral).